# حميد الحاج
الدكتور حميد الحاج (1974-) Hamid Alhaj كاتب قصة وطبيب نفسي من مواليد سوريا مقيم في بريطانيا. من إصداراته مجموعة قصصية بعنوان رؤى صغيرة صدرت عن دار نينوى في دمشق عام 2007
ولد د. حميد الحاج في مايو سنة 1974 والحرب لم تكد تضع أوزارها، وبلده سوريا تواري دموع الحزن على الشهداء خلف نشوة انتصار استرجع من الأرض أذرعاً.
بدأ بكتابة الشعرالموزون المقفى في سن مبكرة متبعاً سنّة حاضرة البادية. أما أول قصة قصيرة فقد كتبها وهو ابن ست عشرة.
درس الطب البشري في حلب. وعشية أول اغتراب له إلى كندا وهو في طريقه إلى المطار في أيلول سنة 1998 اتصل أحدهم من إذاعة لندن ليعلن فوز قصته (ضياع) بجائزة القصة القصيرة.
نال شهادة الدكتوراه في الطب النفسي في جامعة نيوكاسل في بريطانيا، قام بأبحاث مهمة وبخاصة في مجال تطوير فهم أفضل للآلية المرضية لمرض الاكتئاب واضطراب الذاكرة الذي قد يرافقه. من الإبحاث المنشورة باللغة الإنكليزية في مجلات نفسية متخصصة، تجربة سريرية في تأثير الـديهيدرو إيبي أندروستيرون على الذاكرة العرضية والمزاج.

## وصلات خارجية
1. موقع جامعة شفيلد
2. موقع القصة العربية